# ريتشارد أوبراين (مخرج مبدع)
ريتشارد أوبراين (بالإنجليزية: Richard O'Brien)‏ هو مخرج مبدع أمريكي، ولد في 1956، وتوفي في 5 أغسطس 2017.